# مارستون مگنا
مارستون مگنا (به انگلیسی: Marston Magna) یک روستا و محله مدنی در بریتانیا است که در سامرست جنوبی واقع شده‌است. مارستون مگنا ۵۲۳ نفر جمعیت دارد.